# 日和村
日和村（ひわむら）は、島根県邑智郡にあった村。現在の邑智郡邑南町の一部にあたる。

## 地理
- 河川：日和川[1]

## 歴史
- 1889年（明治22年）4月1日、町村制の施行により、邑智郡日和村が単独で村制施行し、日和村が発足[1][2]。
- 1920年（大正9年）2月、日和村信用購買販売組合設立[1]。
- 1931年（昭和6年）石州銀行（現山陰合同銀行）日和代理店開設[1]。
- 1938年（昭和13年）7月、日和郵便局開設[1]。
- 1955年（昭和30年）4月15日、邑智郡矢上町、井原村、中野村、日貫村と合併し、邑智郡石見町を新設して廃止された[1][2]。

### 地名の由来
日貫村に対して名付けられた。